# 왕랑
왕랑(王朗, 167년 ~ 228년)은 중국 후한 말기 ~ 조위의 정치가로, 자는 경흥(景興)이며 서주 동해국 담현(淡縣) 사람이다. 본명은 왕엄(王嚴)이었다.

## 생애
《동관기》에 따르면 처음에는 대장군 하진의 속연이 되었다가 서주로 가서 자사(刺史) 도겸(陶謙)을 섬겼으나, 황제에게 올린 상주문이 높게 평가받아 회계태수(會稽太守)에 임명되었다. 훗날 강동에 손책(孫策)이 진출하였는데, 주변의 호족들을 규합한 왕랑은 제1표적이 되었다. 군의 공조(功曹) 우번(虞翻)은 달아날 것을 진언하였지만, 한(漢)의 신하로서 성을 지켜야 한다고 생각한 왕랑은 이 주장을 물리쳤다. 처음에는 고릉 땅에서 손책에게 저항하며 강을 건너 싸우는 손책 군을 여러 번 막아냈다. 손책이 손정(孫靜)의 진언을 따라 사독 길로 나와 고천둔을 치니, 왕랑은 크게 놀라 손책과 싸웠으나 결국 패하였으며, 배를 타고 동야(東冶)로 달아났으나 붙잡혔다. 왕랑은 손책에게 항복이 늦었음을 사죄하였고, 손책 또한 왕랑이 교양있고 겸허한 인물이라고 생각하여 죽이지 않고 용서하였다. 그 후 왕랑은 곤궁한 생활을 하였으나, 도의에 따른 생활을 하였다.
훗날 조조(曹操)에게 초빙되어 중직을 역임하였다. 조조 사후에는 화흠(華歆)과 함께 조비(曹丕)에게 황제 등극을 간하였으며, 위(魏)왕조가 일어난 후에는 사공(司空)에 임명되었다. 조예(曹叡) 대에는 사도(司徒)가 되었다. 왕랑은 관대하게 정무를 보았으며, 백성의 부담을 줄여 인구를 늘릴 것과 왕궁의 예산을 줄일 것을 간한 상주문을 올렸다. 또 육형을 두는 것에 반대론을 펴기도 하였다(진군과의 논쟁).
유비(劉備)가 전사했는데, 그 신하 제갈량(諸葛亮)에게 항복을 종용했다(제갈장 허지 화흠 등과 함께 이치에 관하여 서술). 또한 구면인 허정(許靖)에게도 같은 편지를 보내었으나, 때마침 허정이 죽어 답장을 받지 못하였다.
228년 11월에 천수를 누리고 숨을 거두었다.
서진을 세운 사마염의 외 증조 할아버지이며, 그의 손녀 왕원희는 그의 장남 왕숙의 딸로, 사마의의 아들 사마소의 정부인이 되어 사마염을 낳았다.

## 《삼국지연의》 속 왕랑
엄백호(嚴白虎)의 친구로 설정되어 있으며, 이후 제갈량(諸葛亮)의 1차 북벌때 설전으로 제갈량을 상대하다가 제갈량의 언변에 혈압이 올라 말에서 떨어져 사망한다.

## 가계

### 관련 인물
왕숙 (아들), 왕원희(문명황후 왕씨) (손녀), 왕개(손자)

## 같이 보기
- 삼국지 인물 목록